# کتابخانه ملی پرتغال
کتابخانه ملی پرتغال کتابخانه ملی در کشور پرتغال است و کار واسپاری را انجام می‌دهد.

## تاریخچه
کوئین مری اول پایه‌گذار کتابخانه سلطنتی ملی در سال ۱۷۹۶ بود. این کتابخانه بعدها هسته اولیه کتابخانه ملی را تشکیل داد. مجموع آن یکبار در ۱۹۱۰ با آوردن مجموعه صومعه‌های از بین رفته به کتابخانه افزایش یافت. در سال ۱۹۳۱ قانون واسپاری تصویب شد که خود باعث بالا رفتن مجموعه کتابخانه گشت. در سال ۱۹۶۹ کتابخانه به محل جدیدی که برای آن در لیسبون ساخته شده بود انتقال یافت.
این کتابخانه ۲۷ هزار متر مربع است و ۳۹۵ صندلی برای خوانندگان دارد. مجموع آن اکنون بالغ بر ۰۵۶٬۲۴۱٬۲ مدرک است، شامل ۱۲هزار نسخه خطی. کتابشناسی ملی و فهرستگان ملی را منتشر می‌کند. همچنین پایگاه اطلاعاتی کتابشناختی را به نام peobase اداره می‌کند. در این شبکه تا سال ۱۹۹۱ حدود ۳۵۰ هزار مدرک از ۵۵ کتابخانه دانشگاهی و پژوهشی وارد شده بود. کتابخانه ۶ هزار پیایند را مشترک است و برنامه حفاظت را با میکروفیش کردن روزنامه‌ها آغاز کرده‌است. تعداد کارمندان آن در ۱۹۸۹ حدود ۲۷۳ نفر بوده‌است که ۵۷ نفر آن کتابدار متخصص اند.